# Stredair Appuah
Stredair Owusu Appuah (Sarcelles, 27 giugno 2004) è un calciatore francese, attaccante del Valenciennes, in prestito dal Palermo.

## Biografia
Nato a  Sarcelles, un comune a circa 15 km da Parigi, in Francia, è di origine ghanese.
Oltre alla cittadinanza francese è in possesso di quella inglese.

## Carriera

### Club

#### Nantes
Prodotto del settore giovanile del Paris Saint-Germain, il 20 maggio 2021 passa a quello del Nantes con un contratto triennale. Inserito nella formazione U19, nella stagione 2021-2022 l'attaccante conquista il campionato nazionale di categoria e, di conseguenza, l'accesso alla UEFA Youth League.
All'inizio della stagione successiva, viene aggregato alla seconda squadra del Nantes. Il 3 dicembre 2022 debutta in Championnat National 2 contro il Lorient; mentre l'11 febbraio seguente trova la prima rete nella stessa competizione contro il GOAL. Contemporaneamente continua a giocare con l'under-19, debuttando anche in Youth League nella vittoria interna per 2-0 contro il P'yownik a cui contribuisce con un gol.
È presente anche nella gara di ritorno vinta per 0-3 fuori casa e nelle successive gare contro l'Hibernian, perse complessivamente 1-3 e che sanciscono l'eliminazione dei canarini della competizione.
Le sue buone prestazioni gli fanno scalare rapidamente le gerarchie del club e, nel marzo 2023, complici anche le diverse assenze nel proprio reparto, viene aggregato in prima squadra in vista della gara di Ligue 1 contro il Nizza, facendo quindi il proprio debutto nei minuti finali della stessa gara.
Nelle ultime giornate di campionato, complice l'avvicendamento in panchina del suo ex allenatore in under-19 Pierre Aristouy, ottiene ulteriori convocazioni, concludendo la stagione con un totale di cinque presenze.
Il 26 giugno 2023 entra a far parte ufficialmente della prima squadra firmando un contratto triennale e scegliendo di indossare la maglia numero 23. Nonostante ciò gioca soltanto 4 gare nel corso della stagione, alternandosi con la seconda squadra e l'Under-19. Con quest'ultima gioca in Youth Legue, contribuendo allo storico raggiungimento della semifinale europea, poi persa contro l'Olympiacos.

#### Palermo e prestito al Valenciennes
Il 7 agosto 2024, dopo tre stagioni, lascia il Nantes e si accasa in Italia al Palermo, a fronte di un corrispettivo pari a 1,5 milioni di euro.
Dopo più di un mese, il 21 settembre successivo debutta da subentrato in Serie B con la maglia dei rosanero, in occasione del pareggio per 0-0 al Barbera contro il Cesena.
Il 31 gennaio 2025, dopo avere trovato poco spazio coi rosanero, viene ceduto in prestito al Valenciennes.
Debutta con il nuovo club il 7 febbraio successivo, in occasione della vittoria esterna per 1-2 contro lo Châteauroux; mentre trova la prima rete il mese successivo, il 14 marzo, mettendo a segno il gol decisivo per la vittoria del Valenciennes sullo Sochaux per 1-0. Conclude positivamente il prestito in Francia totalizzando tre reti in 13 presenze, che convincono il Valenciennes a trattare con il Palermo per il rinnovo del prestito, che viene ufficializzato il 3 luglio 2025.

### Nazionale
Ha rappresentato la Francia a livello giovanile, giocando per la nazionale Under-20, per cui ha fatto il proprio debutto il 23 marzo 2024 nel 4-4 contro i pari età della Germania.

## Statistiche

### Presenze e reti nei club
Statistiche aggiornate al 2 luglio 2025.
| Stagione            | Squadra             | Campionato          | Campionato | Campionato | Coppe nazionali | Coppe nazionali | Coppe nazionali | Coppe continentali | Coppe continentali | Coppe continentali | Altre coppe | Altre coppe | Altre coppe | Totale | Totale | Totale |
| Stagione            | Squadra             | Comp                | Pres       | Reti       | Comp            | Pres            | Reti            | Comp               | Pres               | Reti               | Comp        | Pres        | Reti        | Pres   | Reti   |        |
| ------------------- | ------------------- | ------------------- | ---------- | ---------- | --------------- | --------------- | --------------- | ------------------ | ------------------ | ------------------ | ----------- | ----------- | ----------- | ------ | ------ | ------ |
| 2022-2023           | Nantes 2            | N2                  | 15         | 1          | -               | -               | -               | -                  | -                  | -                  | -           | -           | -           | 15     | 1      |        |
| 2023-2024           | Nantes 2            | N3                  | 16         | 1          | -               | -               | -               | -                  | -                  | -                  | -           | -           | -           | 16     | 1      |        |
| Totale Nantes 2     | Totale Nantes 2     | Totale Nantes 2     | 31         | 2          |                 | 0               | 0               |                    | 0                  | 0                  |             | -           | -           | 31     | 2      |        |
| 2022-2023           | Nantes              | L1                  | 5          | 0          | CF              | 0               | 0               | UEL                | -                  | -                  | SF          | -           | -           | 5      | 0      |        |
| 2023-2024           | Nantes              | L1                  | 4          | 0          | CF              | 0               | 0               | -                  | -                  | -                  | -           | -           | -           | 4      | 0      |        |
| Totale Nantes       | Totale Nantes       | Totale Nantes       | 9          | 0          |                 | 0               | 0               |                    | 0                  | 0                  |             | -           | -           | 9      | 0      |        |
| 2024-gen. 2025      | Palermo             | B                   | 4          | 0          | CI              | 0               | 0               | -                  | -                  | -                  | -           | -           | -           | 4      | 0      |        |
| gen.-giu. 2025      | Valenciennes        | N                   | 13         | 3          | CF              | -               | -               | -                  | -                  | -                  | -           | -           | -           | 13     | 3      |        |
| 2025-2026           | Valenciennes        | N                   | 0          | 0          | CF              | -               | -               | -                  | -                  | -                  | -           | -           | -           | 0      | 0      |        |
| Totale Valenciennes | Totale Valenciennes | Totale Valenciennes | 13         | 3          |                 | 0               | 0               |                    | -                  | -                  |             | -           | -           | 13     | 3      |        |
| Totale carriera     | Totale carriera     | Totale carriera     | 57         | 5          |                 | 0               | 0               |                    | 0                  | 0                  |             | -           | -           | 57     | 5      |        |

### Cronologia presenze e reti in nazionale
| Cronologia completa delle presenze e delle reti in nazionale ― Francia under 20 | Cronologia completa delle presenze e delle reti in nazionale ― Francia under 20 | Cronologia completa delle presenze e delle reti in nazionale ― Francia under 20 | Cronologia completa delle presenze e delle reti in nazionale ― Francia under 20 | Cronologia completa delle presenze e delle reti in nazionale ― Francia under 20 | Cronologia completa delle presenze e delle reti in nazionale ― Francia under 20 | Cronologia completa delle presenze e delle reti in nazionale ― Francia under 20 | Cronologia completa delle presenze e delle reti in nazionale ― Francia under 20 |
| Data                                                                            | Città                                                                           | In casa                                                                         | Risultato                                                                       | Ospiti                                                                          | Competizione                                                                    | Reti                                                                            | Note                                                                            |
| ------------------------------------------------------------------------------- | ------------------------------------------------------------------------------- | ------------------------------------------------------------------------------- | ------------------------------------------------------------------------------- | ------------------------------------------------------------------------------- | ------------------------------------------------------------------------------- | ------------------------------------------------------------------------------- | ------------------------------------------------------------------------------- |
| 25-3-2024                                                                       | Valencia                                                                        | Francia under 20                                                                | 4 – 4                                                                           | Germania under 20                                                               | Amichevole                                                                      | -                                                                               | 72’                                                                             |
| Totale                                                                          |                                                                                 | Presenze                                                                        | 1                                                                               |                                                                                 | Reti                                                                            | 0                                                                               |                                                                                 |

## Palmarès

### Competizioni giovanili
- Championnat National U19: 1

Nantes: 2021-2022